# Segretario di Stato per il Galles
Il segretario di Stato per il Galles (in inglese Her Majesty's Principal Secretary of State for Wales,  in gallese Ysgrifennydd Gwladol Cymru), noto anche come segretario gallese, è un segretario di Stato del governo del Regno Unito responsabile per Galles. Il ministro fa parte del gabinetto del Regno Unito ed è a capo dell'Ufficio per il Galles (Wales Office). 
Il suo compito è quello di assicurare che gli interessi del Galles siano presi opportunamente in considerazione dal governo nazionale, rappresentando anche lo stesso governo all'interno del Galles e supervisionando l'approvazione delle leggi che riguardano il solo Galles. L'attuale Segretario di Stato per il Galles è Jo Stevens.

## Creazione
Nella prima metà del XX secolo diversi politici sostennero la creazione della carica di Segretario di Stato per il Galles, come passo in avanti verso l'Home rule per la nazione. Nel 1951 venne creata la carica di Ministro degli affari gallesi, che era subordinata al Segretario dell'interno e successivamente trasformata nella carica di Ministro di Stato nel 1954.
Il Partito Laburista propose la creazione dell'Ufficio per il Galles gestito da un Segretario di Stato per il Galles nell'ambito del manifesto per le elezioni generali nel Regno Unito del 1959; quando il partito giunse al potere nel 1964 la proposta fu messa in pratica.
La carica di Segretario di Stato per il Galles fu creata il 18 ottobre 1964; il primo a ricoprirla fu Jim Griffiths, deputato per il collegio di Llanelli. Nell'aprile 1965 la gestione delle politiche per il Galles, che erano state in precedenza divise tra diversi dipartimenti governativi, vennero riunite nell'Ufficio per il Galles, con a capo il Segretario di Stato per il Galles come suo ministro; il Segretario di Stato per il Galles divenne responsabile dell'istruzione e della salute, del commercio e dell'industria, dell'ambiente, dei trasporti e dell'agricoltura in Galles.

## Storia
Durante gli anni '80 e '90, quando il numero di parlamentari conservatori per i collegi elettorali gallesi si ridusse quasi a zero, l'ufficio cadde in discredito. Nicholas Edwards, deputato del Pembrokeshire, ha ricoperto la carica per otto anni. Dopo la fine del suo mandato, il governo ha smesso di prestare attenzione alla carica di Segretario di Stato per il Galles, e la stessa divenne sempre più utilizzata come mezzo per far entrare nel Gabinetto dei giovani studenti di alto livello. John Redwood in particolare ha causato imbarazzo quando ha pubblicamente dimostrato la sua incapacità di cantare Hen Wlad Fy Nhadau", l'inno nazionale gallese, in una conferenza.
L'introduzione dell'Assemblea nazionale per il Galles e del governo gallese, dopo il referendum sulla devoluzione del 1997, fu l'inizio di una nuova era. Il 1º luglio 1999 la maggior parte delle funzioni del Welsh Office furono trasferite alla nuova assemblea. L'Ufficio gallese fu sciolto, ma la carica di Segretario di Stato per il Galles fu mantenuta a all'interno del nuovo Ufficio per il Galles.
A partire dal 1999 vennero avanzate richieste per l'abolizione e la fusione dell'Ufficio del Segretario del Galles con le cariche di Segretario di Stato per la Scozia e Segretario di Stato per l'Irlanda del Nord, a causa dei poteri minori detenuti al momento del decentramento.